# 名鉄デキ900形電気機関車
名鉄デキ900形電気機関車（めいてつデキ900がたでんききかんしゃ）は、かつて名古屋鉄道に在籍した直流用電気機関車である。架線電圧1,500V線区専用で、一形式1両（901号機）のみが存在した。

## 概要
戦中の貨物輸送需要増大に対応するため、1944年（昭和19年）に日本鉄道自動車工業（現・東洋工機）において新製された、凸形車体を備える35t機である。当時の日本鉄道自動車工業製の凸形電気機関車として類型的な外観を有し、主要寸法も他事業者向けに新製された各形式とほぼ同等であるが、本形式においては車体各所にコンクリート製の死重を搭載、他事業者向け各形式が概ね25 - 30t級であるのに対して本形式は35t級とし、軸重増加による粘着性能の向上を図った。
主要機器は戦中の資材難を反映して中古品で占められ、主制御器・台車など主要機器は国鉄モハ1形電車の廃車発生品を流用したものとされる。主電動機はゼネラル・エレクトリック (GE) 製の93.3kW (125HP) のものを1両あたり4基搭載、制御器はウェスティングハウス272-G-6であった。台車は省形釣り合い梁式のTR14を装着する。
導入後は他の電気機関車各形式とともに貨物運用に従事し、晩年は主に築港線において客車列車の牽引に充当されたのち、1965年（昭和40年）11月に廃車となり、解体処分された。

## 参考資料
- 『鉄道ピクトリアル』 鉄道図書刊行会
  - 渡辺肇 「私鉄車両めぐり(27) 名古屋鉄道 終」 1957年2月号（通巻67号） pp.35 - 40
  - 渡辺肇・加藤久爾夫 「私鉄車両めぐり(87) 名古屋鉄道 終」 1971年4月号（通巻249号） pp.54 - 65
- 清水武・田中義人・澤内一晃『名古屋鉄道の貨物輸送』フォトパブリッシング、2021年。ISBN 978-4-8021-3270-1。
- 清水武・田中義人『名古屋鉄道車両史 上巻』アルファベータブックス、2019年。ISBN 978-4-86598-847-5。